# Bob Hoskins
Robert William "Bob" Hoskins, Jr. (Bury St Edmunds, Suffolk, Engleska, 26. listopada 1942. – London, Engleska, 29. travnja 2014.) britanski je glumac i povremeni redatelj, najpoznatiji po ulogama u gangsterskim filmovima, ali i po obiteljskim djelima. Među njegovim slavnijim filmovima su i Brazil, Tko je smjestio zeki Rogeru?, Kuka i Super Mario Bros.

## Mlade godine
Hoskins se rodio u Suffolku u Engleskoj kao dijete Elsie Lillian, kuharice i učiteljice u dječjem vrtiću, i Roberta Williama Hoskinsa Sr., vozača kamiona i knjigovođe. Jedna njegova baka bila je Romkinja.
1967. proveo je neko vrijeme kao volonter u Kibucu Zikim u Izraelu, a prije filmske karijere radio je i kao gutač vatre u cirkusu, dimnjačar, mornar i prodavač. Završio je obrazovanje za knjigovođu.

## Karijera
Prema vlastitom opisu, prvu ulogu dobio je potpuno slučajno 1969.: htio je samo otpratiti prijatelja do castinga, no jedan od agenata ga je zamijenio za glumca i dobio je ulogu u jednoj predstavi. Svoju prvu ulogu u seriji dobio je 1972. u TV seriji Villains. Osobito je bio zapažen u glavnoj ulozi u BBC-ovoj TV mini-seriji Novčići s neba, a proboj je doživio s kultnim krimi filmom Crni petak za gangstere iz 1980.: za obje uloge je nominiran za nagradu BAFTA.
U satiri Brazil i fantastičnom mjuziklu Pink Floyd The Wall imao je male uloge, a s hvaljenim filmom Mona Lisa Neila Jordana je osvojio nagradu za najboljeg glavnog glumca u Cannesu, BAFTA nagradu i Zlatni globus. Uz to je i dobio nominaciju za Oscara, ali iako je bio favorit, kip mu je "preoteo" Paul Newman za film Boja novca. Brian De Palma ga je zamolio da bude "rezerva" u filmu Nedodirljivi za svaki slučaj da Robert De Niro ne prihvati ulogu Al Caponea. No kada je De Niro ipak prihvatio, De Palma mu je dao ček od 200.000 $ uz zahvalu što je čekao, na što mu je Hoskins šaljivo odgovorio pitanjem planira li još filmova u kojima ne želi da on glumi.
1988. njegova fantastična komedija Tko je smjestio zeki Rogeru? koju je režirao Robert Zemeckis je bila veliki hit te postala drugi najkomercijalniji film godine, a on je nominiran za Zlatni globus za najboljeg glumca - komedija ili mjuzikl te za nagradu Saturn. Zanimljivo, iako je prihvatio glumiti Super Marija u filmu Super Mario Bros., nije znao da se zasniva na istoimenoj videoigri. U intervjuu za The Guardian, izjavio je da je to bila "najgora stvar koju je ikada napravio".
Kasnije je snimio manje popularne filmova, ali neki su ipak bili zapaženi, poput Neprijatelj na vratima i Gđa. Henderson vam predstavlja, za koju je ponovno nominiran za Zlatni globus. Dječji film "Duga" čak je i osobno režirao.
2012. Hoskins je izjavio da je prisiljen prekinuti svoju glumačku karijeru nakon što mu je dijagnosticirana Parkinsonova bolest.

## Privatni život
Nikada u životu nije pohađao školu glume jer smatra da to mora biti potpuno prirodno.
Iza sebe ima dva braka: prvi s Jane Livesey, s kojom ima dvoje djece – Alex i Sarah – te drugi s Lindom Banwell, s kojom također ima dvoje djece – Rosa i Jack.

## Izabrana filmografija
- 1972. - Zlikovci
- 1975. - Royal Flash
- 1977. - Van der Valk
- 1978. - Novčići s neba
- 1979. - Zulu
- 1980. - Crni petak za gangstere
- 1981. - Othello
- 1982. - Pink Floyd The Wall
- 1984. - Cotton Club
- 1985. - Brazil
- 1986. - Mona Lisa
- 1988. - Tko je smjestio zeki Rogeru?
- 1990. - Sirene
- 1991. - Usluga, sat i jako velika riba
- 1991. - Kuka
- 1993. - Super Mario Bros.
- 1995. - Nixon
- 1996. - Duga
- 1996. - Michael
- 1997. – 24/7: Dvadeset četiri sedam
- 1997. - Spice World
- 1999. - Felicijino putovanje
- 1999. - Soba za Romea Brassa
- 2001. - Neprijatelj pred vratima
- 2005. - Gđa. Henderson vam predstavlja
- 2006. - Paris, volim te
- 2006. - Tko je ubio Supermana?
- 2008. - Ruby Blue
- 2011. - Neverland
- 2012. - Snjeguljica i lovac

## Vanjske poveznice
- Bob Hoskins u internetskoj bazi filmova IMDb-u (engl.)
- Predstavljanje Boba Hoskinsa
- Starpulse.com  Arhivirana inačica izvorne stranice od 23. studenoga 2007. (Wayback Machine)